# Ostereistedt
Ostereistedt – miejscowość i gmina w Niemczech, w kraju związkowym Dolna Saksonia, w powiecie Rotenburg (Wümme), wchodzi w skład gminy zbiorowej Selsingen.